# Hohl Felsenwiese am Kalkofen
Die Hohl „Felsenwiese am Kalkofen“ ist ein flächenhaftes Naturdenkmal in der Gemeinde Otzberg, Gemarkung Ober-Klingen, im Landkreis Darmstadt-Dieburg, Südhessen. Es wurde durch Verordnung vom 27. Mai 1959 als geologisches Naturdenkmal und Vogelschutzgehölz geschützt.

## Lage
Das Naturdenkmal „Felsenwiese am Kalkofen“ liegt etwa 1,8 Kilometer südlich von Ober-Klingen. Die Löss-Schlucht grenzt im Nordosten an Hochwald und verläuft in südwestlicher Richtung durch die Feldflur hangabwärts auf den Kohlbacher Hof zu. In der Schlucht entspringt der Kohlbach, der nach 2,3 Kilometern in die Gersprenz mündet. Das Naturdenkmal ist Teil des Natura2000-Gebietes „Grünlandbereiche östlich von Brensbach“ (FFH-Gebiet 6219-301), welches sich im Süden fortsetzt.

## Beschreibung
Die Löss-Schucht „Felsenwiese am Kalkofen“ ist etwa 600 Meter lang, 30 bis 40 Meter breit und acht bis neun Meter tief eingeschnitten. Aus einer Quelle in der Schlucht entspringt ein kleiner Bach, der die Hohl durchfließt. Im Bereich eines quer verlaufenden Dammwegs wird der Bach durch ein Rohr geführt. Die Schlucht ist dicht bewachsen mit Bäumen (Stieleichen, Kirschbäume, Erlen, Zitterpappeln, Weiden, auch angepflanzte Fichten) und verschiedenen Sträuchern. Im Randbereich überwuchert Gewöhnliche Waldrebe die Gehölze. In der Krautschicht wachsen unter anderem Scharbockskraut, Einbeere, stellenweise Waldmeister und Herbstzeitlosen. Einige seitlich angrenzende Wiesenstreifen gehören ebenfalls zum geschützten Bereich von 3,8 ha.
Das Gebiet ist eine bedeutende Brutstätte für zahlreiche Vogelarten. Als Arten der Rote Liste der Brutvögel Deutschlands wurden Turteltaube, Neuntöter, Pirol und Rebhuhn beobachtet. Außerdem kommen unter anderem Grünspecht, Nachtigall, Grauschnäpper, Gartenrotschwanz und Grasmückenarten vor.

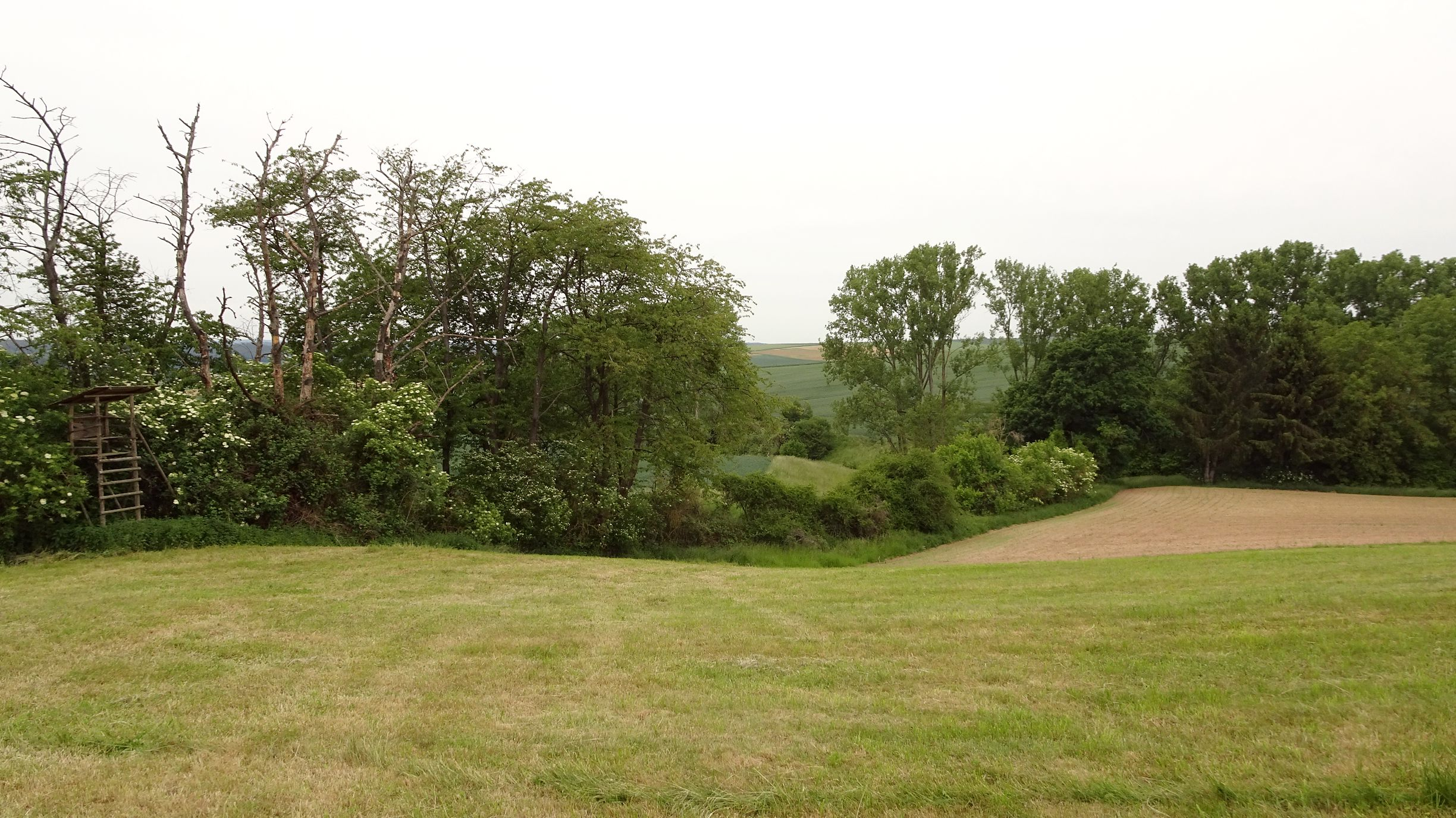
Hohl „Felsenwiese am Kalkofen“: bewaldete Löss-Schlucht von Südosten
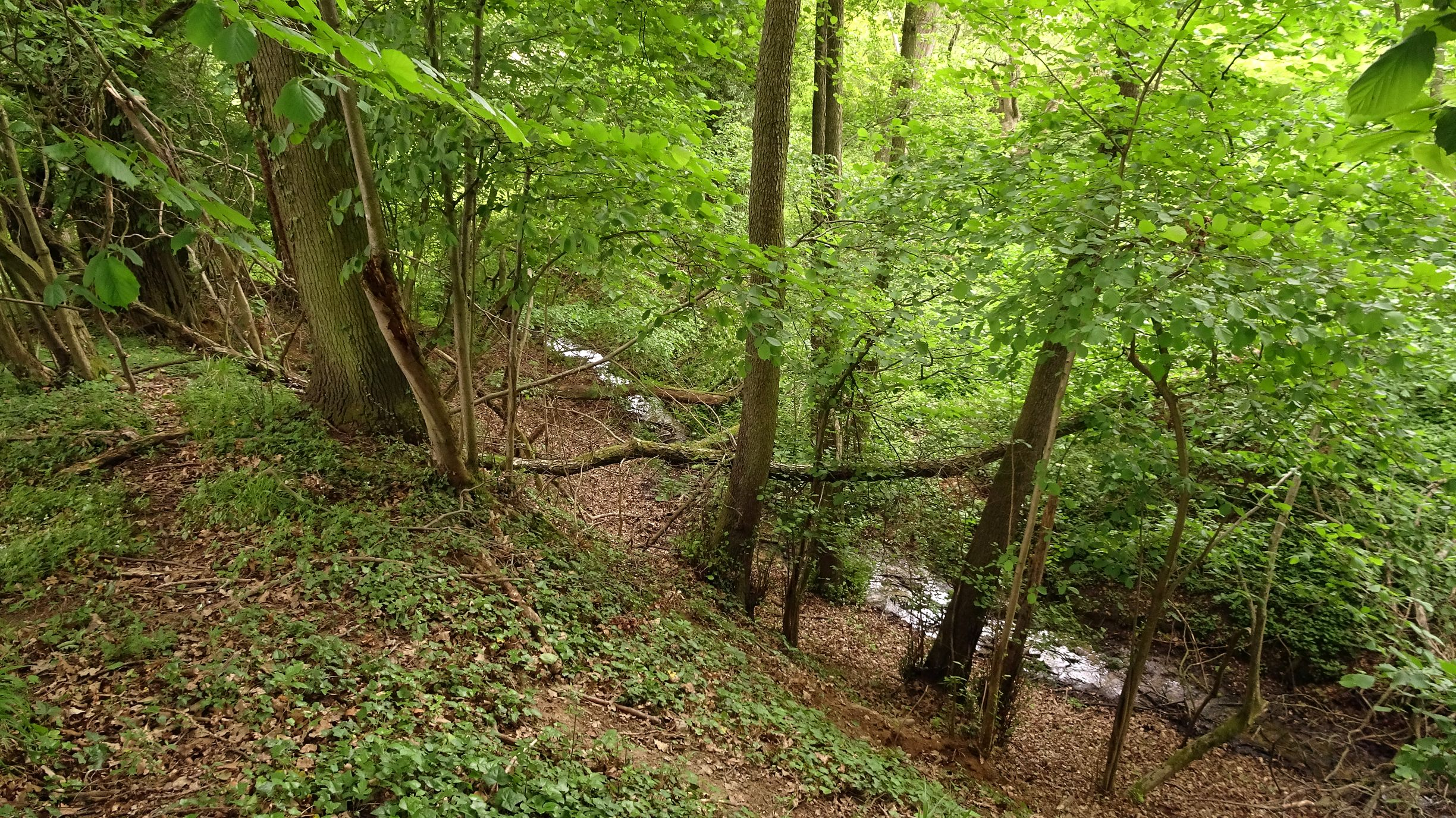
Bachlauf in der Schlucht
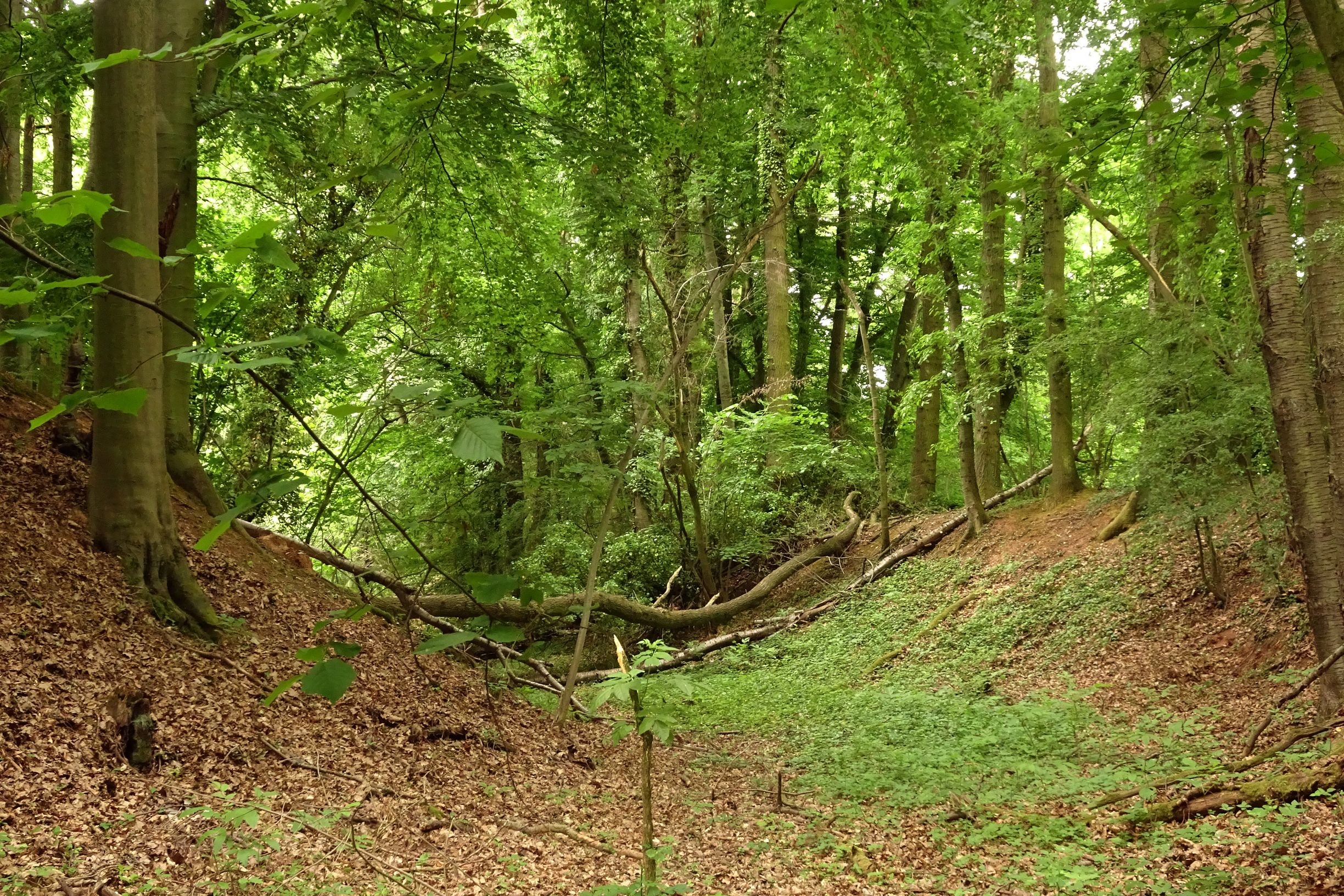
Inneres der Hohl oberhalb der Quelle
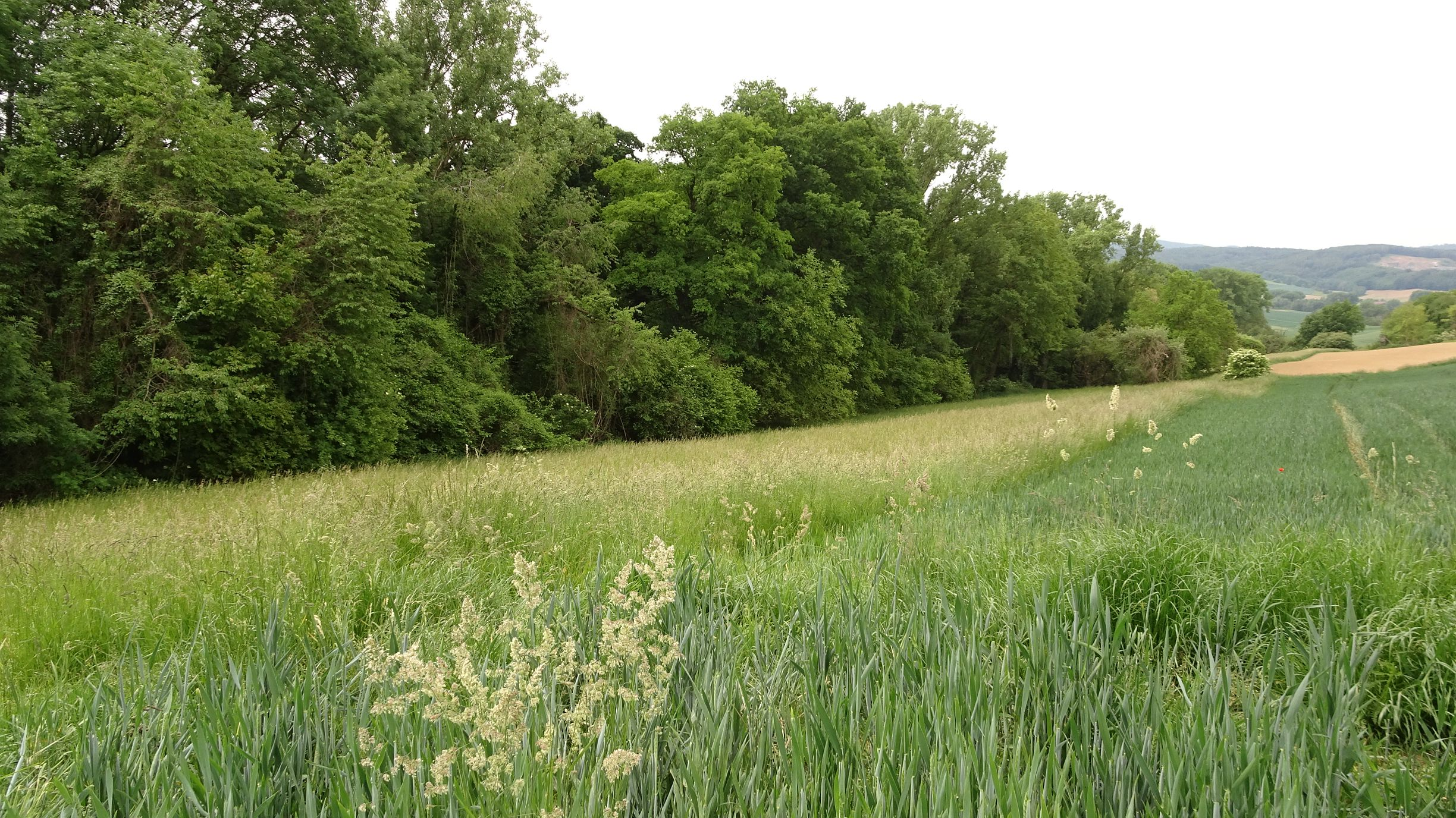
Bewaldete Löss-Schlucht und Wiesenstreifen von Nordwesten